# Перевощиков, Дмитрий Матвеевич
Дми́трий Матве́евич Перево́щиков (17 [28] апреля 1788, Шишкеев, Пензенская губерния — 3 [15] сентября 1880, Санкт-Петербург) — русский астроном, математик и механик, ректор Московского университета. Академик Петербургской академии наук (1855).

## Биография
Родился в дворянской семье в уездном городе Шишкееве Пензенского наместничества (затем — заштатный город Пензенской губернии).
Учился, как и его брат Василий, в Казанской гимназии (1802—1805); в феврале 1805 года стал одним из первых 34 студентов открывшегося Казанского университета и в 1808 году стал одним из первых выпускников университета. В университете учился вместе с С. Т. Аксаковым, который окончил его на год раньше Перевощикова; впоследствии они находились в очень дружеских отношениях.
С 1 января 1809 года по 20 апреля 1816 года он преподавал математику и физику в Симбирской гимназии. В Симбирске он написал диссертацию о законе Ньютона, за которую в 1813 году получил от Казанского университета степень магистра. В 1816 году вышел в отставку и стал давать частные уроки.
В 1818 году он переехал в Москву — в качестве домашнего учителя в семье бывшего симбирского вице-губернатора Е. Е. Рынкевича, переведённого на такую же должность в Москву. С 26 декабря 1818 года он стал преподавать трансцендентальную геометрию на отделении физических и математических наук Московского университета, а в мае следующего 1819 года получил звание адъюнкта сверх штата и читал алгебру и аналитическую геометрию. Затем он занял свободную с 1810 года университетскую кафедру астрономии; с 1824 года он стал читать рациональную астрономию, с 1825 — сферическую астрономию; обе — по учебнику Шуберта; с 1826 года вплоть до 1834 года читал сферическую тригонометрию и теоретическую астрономию — по собственному курсу.  В 1832—1834 годах он читал курс прикладной математики (бо́льшую часть которого составляли механика и астрономия); лекции Перевощикова по механике были опубликованы в «Учёных записках Московского университета» за 1834 год.
С 3 мая 1826 года — экстраординарный профессор астрономии, с 8 декабря того же года — ординарный. С 1834 года он преподавал только курс астрономии; в это время, с июля 1833 по 1835 г. и с февраля 1836 по апрель 1848 г. он был деканом отделения физических и математических наук. С 14 апреля 1835 года — цензор Московского цензурного комитета (до 11 июля 1837). С 10 октября 1838 года ему было поручено преподавание физики. Также он преподавал в Московском дворянском институте — аналитическую геометрию, интегральное и дифференциальное исчисление и механику.
По его инициативе и под его руководством в 1830—1832 годах была построена Московская университетская обсерватория, которую он возглавлял до 1851 года. С 1837 года лекции Перевощикова сопровождались еженедельными посещениями обсерватории.  Редактор научного журнала Учёные записки Московского университета (1833—1836).
С 26 февраля 1832 года — коллежский советник; затем — статский советник (по одним сведениям — с 18 мая 1834 года, по другим — с 18 декабря 1836 года); с 26 августа 1856 года — действительный статский советник. В августе 1838 года он получил знак непорочной службы за XXV лет, в августе 1841 — знак непорочной службы за XXX лет.
С 6 апреля 1848 по 3 мая 1851 года Д. М. Перевощиков — ректор Московского университета; вышел в отставку в мае 1851 года со званием «Заслуженный профессор Московского университета». С 5 февраля 1849 года — почётный член Императорского Казанского университета.
После отставки переехал в Санкт-Петербург; с 20 января 1855 года Д. М. Перевощиков — экстраординарный академик Петербургской академии наук.
В честь Д. М. Перевощикова названа гора Перевощикова (Антарктида, горы Принс-Чарльз, 70°59′ ю.ш., 67°01′ в.д., обследована Советской Антарктической экспедицией в 1972—1973 гг.).

## Научная деятельность

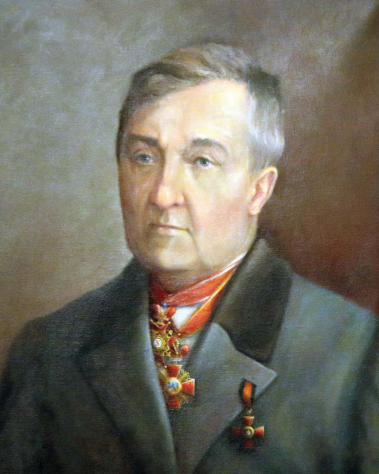
Портрет Д. М. Перевощикова в галерее ректоров Московского университета на Моховой

Основные оригинальные исследования Д. М. Перевощикова в астрономии относятся к небесной механике. Изучал орбитальное движение планет под влиянием возмущающего действия других планет и вычислил изменения элементов возмущенных орбит с большой точностью. Его труд «Вековые возмущения семи больших планет» (СПб., 1859—1861) явился дальнейшим развитием классических исследований Ж. Л. Лагранжа и П. С. Лапласа.
Вошёл в историю отечественной науки также как выдающийся педагог и популяризатор науки. Воспитал много известных математиков и астрономов. Создал серии учебников по астрономии и математике, положив начало учебной математической литературе; написал первые на русском языке курсы астрономии: «Руководство к астрономии» (1826), «Основания астрономии» (1842), «Предварительный курс астрономии» (1847) и др. Статьи Перевощикова по истории астрономии, которые печатались в журналах «Современник», «Отечественные записки» и других, сыграли большую роль в распространении научных знаний в России. Из сочинений его следует упомянуть: «Главные основания аналитической геометрии трех измерений» (М., 1822), «Ручная математическая энциклопедия» в 13 томах (М., 1826—1837), «Теория планет» (СПб., 1863—1868), «Гауссов способ вычислять элементы планет» (СПб., 1853), несколько статей о предварении равноденствий (1851—1859), «О фигуре Земли» (1854), переводы курсов анализа Франкёра, Байи.
Перевощиков создал обширное (и очень популярное в середине XIX в.) издание «Ручная математическая энциклопедия»; семь томов были посвящены математике, три тома (VIII, IX и X тома) — механике (соответственно — статике, динамике (включая динамику точки и динамику механической системы) и гидромеханике), остальные — оптике, физике и астрономии.
Большое значение имели проведенные Перевощиковым исследования научного наследия М. В. Ломоносова — особенно его работ по физике, атмосферному электричеству, географии. Перевощиков установил приоритет Ломоносова в открытии атмосферы Венеры и разъяснил значение этого открытия для утверждения гелиоцентрического мировоззрения.

## Награды
- орден Св. Владимира 4-й ст. (30.01.1832)
- орден Св. Станислава 3-й ст. (02.03.1834)
- орден Св. Станислава 2-й ст. с императорской короной (26.09.1841)
- орден Св. Анны 2-й ст. (06.12.1846; императорсккая корона к ордену — 25.10.1848)
- орден Св. Владимира 3-й ст. (1860)
- орден Св. Станислава 1-й ст. (1862)
- орден Св. Анны 1-й ст. (1865)

## Семья

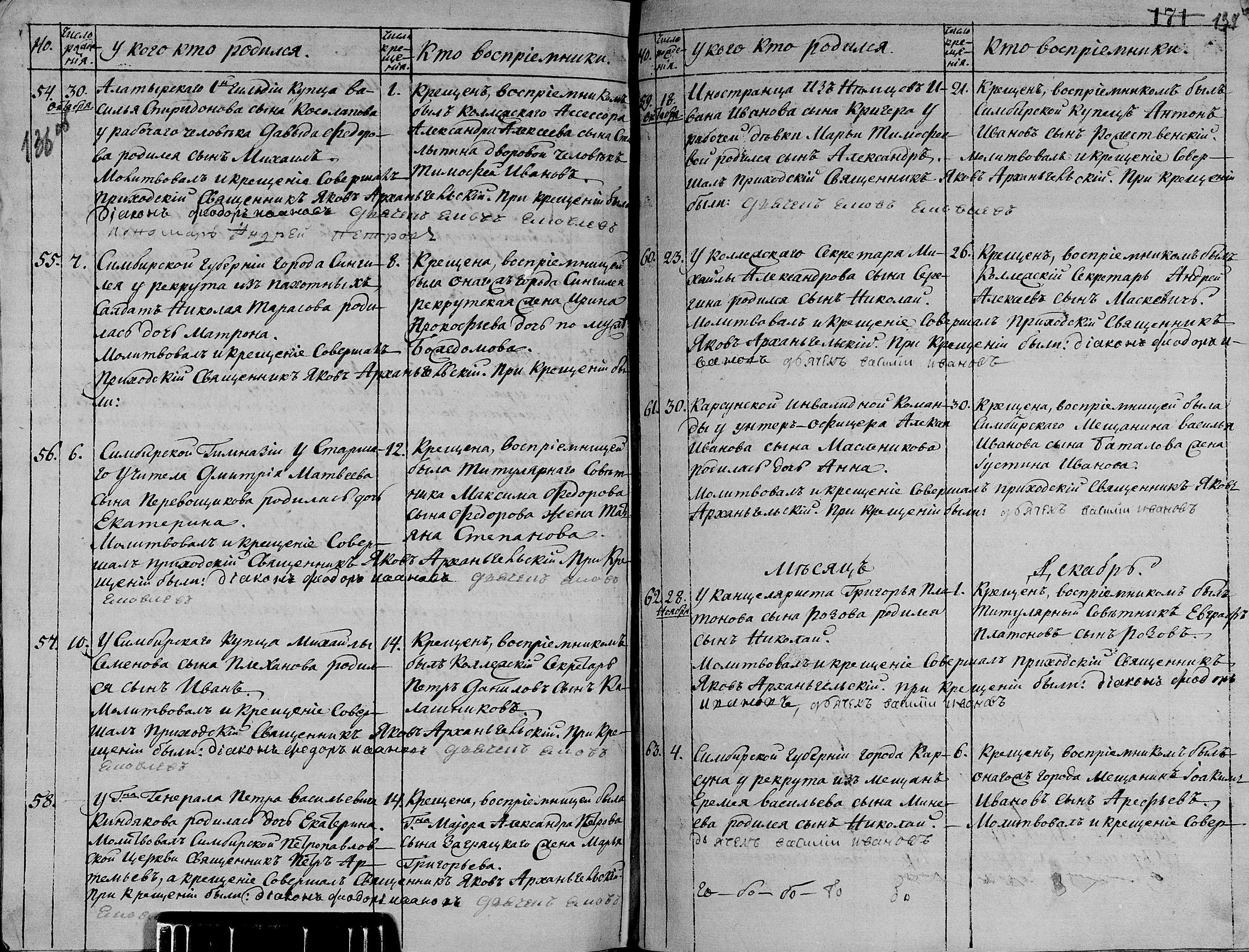
Метрическая запись о рождении дочери Екатерины у старшего учителя Симбирской гимназии (№ 56, 6.11.1812 г.)

Его жена, Александра Алексеевна, родила 11 детей, в числе которых:                                                                                                                                                                                   
- Пётр; его дочь — Мария Петровна, с 1889 году была замужем за — К. С. Станиславским; дочь — Софья Петровна, была женой Л. В. Средина.
- Екатерина
- Серафима
- Сергей
- Константин
- Мария.